# Dolichotetranychus repenae
Dolichotetranychus repenae är en spindeldjursart som beskrevs av Mohanasundaram 1983. Dolichotetranychus repenae ingår i släktet Dolichotetranychus och familjen Tenuipalpidae. Inga underarter finns listade i Catalogue of Life.